# Carex testacea
Espèce
Carex testacea est une espèce de plantes herbacées de la famille des Cyperacées originaire de Nouvelle-Zélande.